# 滾水蛋
滾水蛋是香港及澳門的茶餐廳的特色飲品，又名「和尚跳海」。製法是用玻璃杯盛一杯熱開水，打一個生雞蛋進杯中。開水要夠熱，雞蛋會形成一層白色的燙熟的薄蛋皮，蛋內部仍然是生的。端到客人桌上，由客人自行加入一些砂糖，趁熱攪拌均勻，使得雞蛋變成蛋花便是滾水蛋。有加入煉奶的稱為奶水蛋。隨著香港的發展，這種飲品已經較少人選擇。